# 부두 (음식)

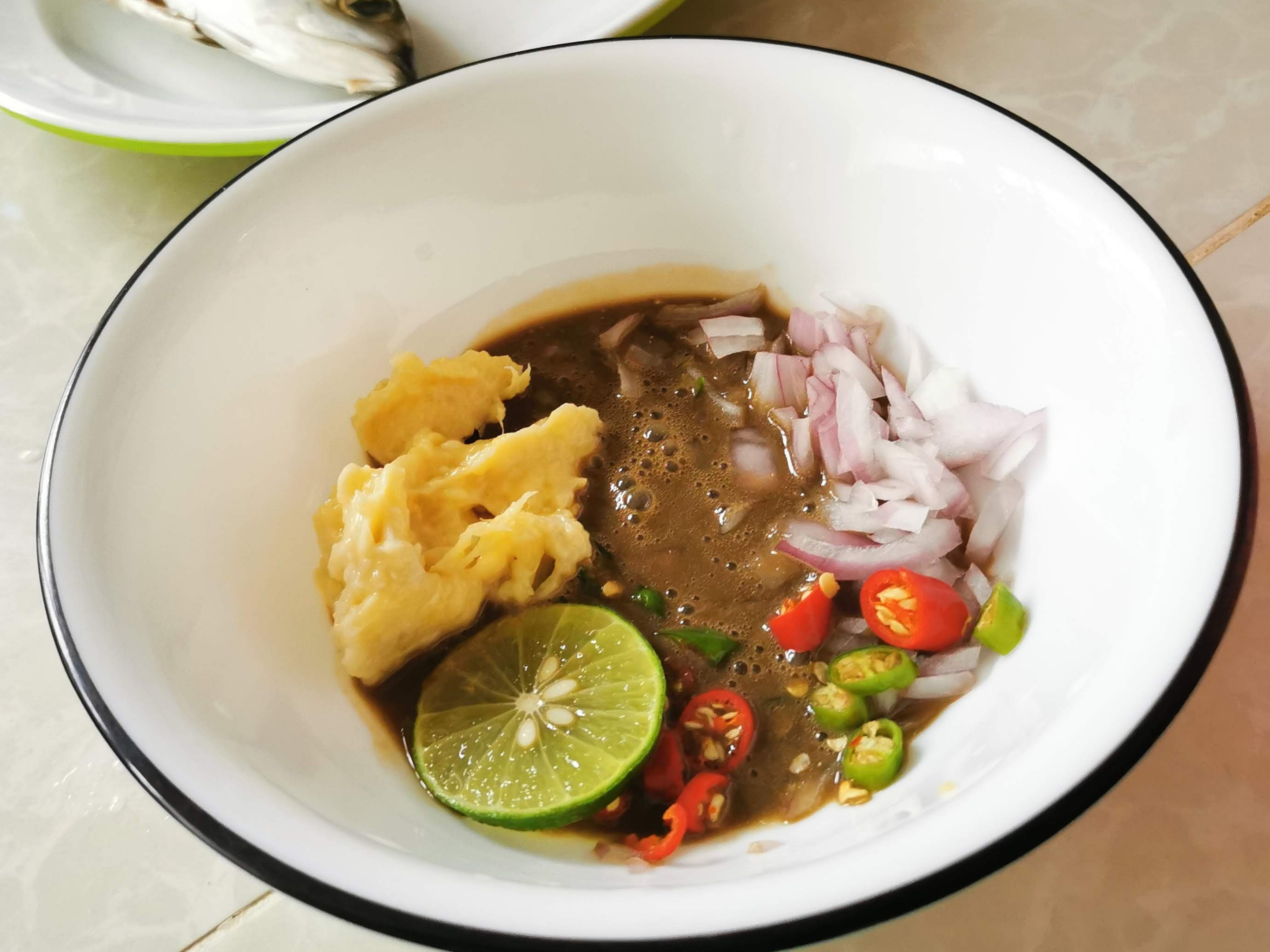
부두

부두(말레이어: budu)는 멸치를 발효시켜 만든 어장이다. 말레이시아 클란탄 지역을 비롯하여 이웃한 태국 남부, 인도네시아, 필리핀, 동티모르 등지에서 즐겨 먹는다.

## 이름
- 보도(순다어: bodo)
- 부두(말레이어·인도네시아어·자와어·테툼어: budu, 남부 태국어: บูดู)
- 부로(일로코어·타갈로그어: buro)
- 부루(세부아노어: buru)

## 같이 보기
- 멸치젓
- 안초비 페이스트